# Hsieh Cheng-peng
Hsieh Cheng-peng (chinesisch 謝政鵬, Pinyin Xiè Zhèngpéng, W.-G. Hsieh Cheng-peng; * 22. September 1991 in Taipeh) ist ein taiwanischer Tennisspieler.

## Karriere
Hsieh Cheng-peng spielt hauptsächlich auf der ATP Challenger Tour und der ITF Future Tour in der Doppelkonkurrenz. Er konnte bislang neun Doppelsiege auf der ITF Future Tour feiern. Auf der ATP Challenger Tour siegte er 14 mal in der Doppelkonkurrenz. Unter anderem gewann er 2012 den Titel in Prostějov nach einem Finalsieg gegen das australische Duo Colin Ebelthite und John Peers an der Seite von Lee Hsin-han.
2012 spielte er erstmals für die taiwanische Davis-Cup-Mannschaft.

## Erfolge
| Legende (Anzahl der Siege)  |
| Grand Slam                  |
| ATP World Tour Finals       |
| ATP World Tour Masters 1000 |
| ATP World Tour 500          |
| ATP World Tour 250          |
| ATP Challenger Tour (21)    |

### Doppel

#### Turniersiege
| Nr. | Datum              | Turnier         | Belag         | Partner             | Finalgegner                                | Ergebnis          |
| --- | ------------------ | --------------- | ------------- | ------------------- | ------------------------------------------ | ----------------- |
| 1.  | 9. Juni 2012       | Prostějov       | Sand          | Lee Hsin-han        | Colin Ebelthite John Peers                 | 7:5, 7:5          |
| 2.  | 1. Februar 2015    | Hongkong        | Hartplatz     | Yi Chu-huan         | Saketh Myneni Sanam Singh                  | 6:4, 6:2          |
| 3.  | 27. September 2015 | Kaohsiung (1)   | Hartplatz     | Yang Tsung-hua      | Gong Maoxin Peng Hsien-yin                 | 6:2, 6:2          |
| 4.  | 1. Mai 2016        | Taipeh          | Teppich (i)   | Yang Tsung-hua      | Frederik Nielsen David O’Hare              | 7:66, 6:4         |
| 5.  | 23. Juli 2016      | Gimcheon        | Hartplatz     | Yang Tsung-hua      | Nicolás Barrientos Ruben Gonzales          | kampflos          |
| 6.  | 12. September 2016 | Shanghai        | Hartplatz     | Yi Chu-huan         | Gao Xin Li Zhe                             | 7:65, 5:7, [10:0] |
| 7.  | 24. März 2017      | Quanzhou        | Hartplatz     | Peng Hsien-yin      | Andre Begemann Aljaksandr Bury             | 3:6, 6:4, [10:7]  |
| 8.  | 14. Mai 2017       | Seoul           | Hartplatz     | Peng Hsien-yin      | Thomas Fabbiano Dudi Sela                  | 5:1 aufgg.        |
| 9.  | 20. Mai 2017       | Busan (1)       | Hartplatz     | Peng Hsien-yin      | Sanchai Ratiwatana Sonchat Ratiwatana      | 7:5, 4:6, [10:8]  |
| 10. | 11. August 2017    | Jinan (1)       | Hartplatz     | Peng Hsien-yin      | N. Sriram Balaji Vishnu Vardhan            | 4:6, 6:4, [10:4]  |
| 11. | 17. März 2018      | Shenzhen (1)    | Hartplatz     | Rameez Junaid       | Denys Moltschanow Igor Zelenay             | 7:63, 6:3         |
| 12. | 20. Mai 2018       | Busan (2)       | Hartplatz     | Christopher Rungkat | Ruan Roelofse John-Patrick Smith           | 6:4, 6:3          |
| 13. | 11. August 2018    | Jinan (2)       | Hartplatz     | Yang Tsung-hua      | Alexander Bublik Alexander Pawljutschenkow | 7:65, 4:6, [10:5] |
| 14. | 23. September 2018 | Kaohsiung (2)   | Hartplatz     | Yang Tsung-hua      | Hsu Yu-hsiou Wang Yeu-tzuoo                | 6:73, 6:2, [10:8] |
| 15. | 3. November 2018   | Shenzhen II (1) | Hartplatz     | Christopher Rungkat | N. Sriram Balaji Jeevan Nedunchezhiyan     | 6:4, 6:2          |
| 16. | 12. Januar 2019    | Đà Nẵng         | Hartplatz     | Christopher Rungkat | Leander Paes Miguel Ángel Reyes Varela     | 6:3, 2:6, [11:9]  |
| 17. | 17. März 2019      | Shenzhen (2)    | Hartplatz     | Christopher Rungkat | Li Zhe Gonçalo Oliveira                    | 6:4, 3:6, [10:6]  |
| 18. | 12. Mai 2019       | Busan (3)       | Hartplatz     | Christopher Rungkat | Toshihide Matsui Vishnu Vardhan            | 7:67, 6:1         |
| 19. | 19. Mai 2019       | Gwangju         | Hartplatz     | Christopher Rungkat | Nam Ji-sung Song Min-kyu                   | 6:3, 3:6, [10:6]  |
| 20. | 22. September 2019 | Kaohsiung (3)   | Hartplatz (i) | Yang Tsung-hua      | Evan King Hunter Reese                     | 6:4, 7:64         |
| 21. | 2. November 2019   | Shenzhen II (2) | Hartplatz     | Yang Tsung-hua      | Michail Jelgin Ramkumar Ramanathan         | 6:2, 7:5          |

#### Finalteilnahmen
| Nr. | Datum            | Turnier | Belag         | Partner             | Finalgegner                 | Ergebnis         |
| --- | ---------------- | ------- | ------------- | ------------------- | --------------------------- | ---------------- |
| 1.  | 10. Februar 2019 | Sofia   | Hartplatz (i) | Christopher Rungkat | Nikola Mektić Jürgen Melzer | 2:6, 6:4, [2:10] |